# Volodîmîrivka, Ciornomorske
Volodîmîrivka (în ucraineană Володимирівка) este un sat în comuna Daleke din raionul Ciornomorske, Republica Autonomă Crimeea, Ucraina.

## Demografie
Componența lingvistică a localității Volodîmîrivka
     Rusă (50,82%)
     Tătară crimeeană (34,51%)
     Ucraineană (14,67%)
Conform recensământului din 2001, majoritatea populației localității Volodîmîrivka era vorbitoare de rusă (50,82%), existând în minoritate și vorbitori de tătară crimeeană (34,51%) și ucraineană (14,67%).